# فرناندو بیجار
فرناندو بیجار (انگلیسی: Fernando Béjar؛ زادهٔ ۶ اکتبر ۱۹۸۰) بازیکن فوتبال اهل اسپانیا است.
از باشگاه‌هایی که در آن بازی کرده‌است می‌توان به باشگاه فوتبال هرکولس و باشگاه فوتبال آلکورکون اشاره کرد.